# Bibliothèque nationale (Norvège)
La Bibliothèque nationale (Nasjonalbiblioteket) est une institution de Norvège située sur deux sites, à Oslo et à Mo i Rana.

## Histoire
Pour comprendre l’histoire de la Bibliothèque nationale, il faut se rappeler que la Norvège est un pays jeune, indépendant depuis 1905 seulement. En 1815 – un an après la séparation du pays du Danemark – les missions qui étaient jusqu’alors remplies par Copenhague sont confiées à la bibliothèque universitaire d'Oslo (UBO). En 1883, la publication d’une bibliographie nationale est mise en place. 
La réorganisation des services nationaux et la création d’une véritable bibliothèque nationale datent essentiellement de la fin du XXe siècle.
En 1989, un service est créé à Mo i Rana, au Nord du pays, afin de gérer le dépôt légal. Le Parlement vote la création d’une véritable Bibliothèque nationale, située à Oslo en 1992. Surtout, la bibliothèque universitaire d’Oslo est réorganisée : une partie de ses missions lui sont retirées pour former le département d’Oslo de la Bibliothèque nationale, en 1999.
Finalement, le 15 août 2005, la Bibliothèque nationale inaugure ses nouveaux locaux d’Oslo. La ville accueille à cette occasion le 71e congrès de la Fédération internationale des associations et institutions de bibliothèques (IFLA).

## Rôle

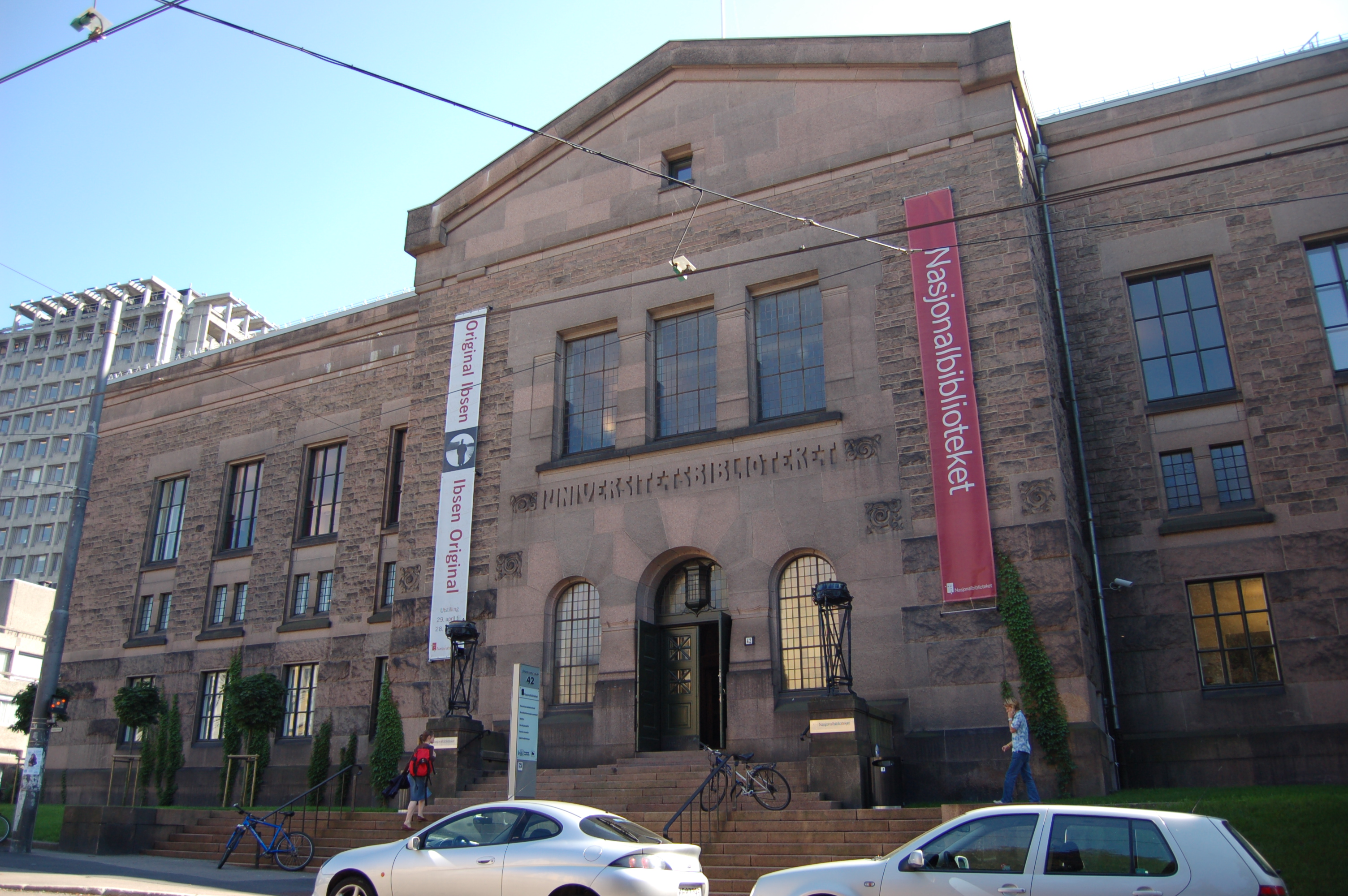
Façade de la bibliothèque nationale (ancienne bibliothèque universitaire)

Comme toutes les bibliothèques nationales, la Bibliothèque nationale de Norvège a pour mission de collecter, préserver, conserver et mettre à disposition l’ensemble des livres publiés en Norvège. La collecte repose largement sur le système du dépôt légal, pris dans une acception très large puisqu’il comprend les photos, les documents électroniques ou les émissions de radio et de télévision.
Elle est considérée comme le conservatoire de la culture et de l’identité norvégienne, avec pour but l’exhaustivité non seulement pour les livres en langue norvégienne mais également pour les traductions de ces livres et pour les ouvrages en toutes langues portant sur la Norvège (Norvegica extranea).
Les collections sont librement et gratuitement accessibles à tous les visiteurs (sauf collections spécialisées ou pour raison de conservation).
Elle est un pôle d’excellence en bibliothéconomie pour la Norvège et a ainsi un rôle de conseil auprès des autres bibliothèques.
Elle gère deux grands catalogues collectifs. Au niveau national, le Norwegian Union Catalogue, catalogue collectif comprenant plus de 400 bibliothèques du pays. Et au niveau régional, le Nordic/Baltic Union Catalogue of Periodicals, qui recense les collections de périodiques des cinq pays scandinaves, des pays baltes et des îles Féroé.
Le bibliothécaire national est actuellement[Quand ?] Vigdis Moe Skarstein.
La Bibliothèque nationale emploie 340 personnes.

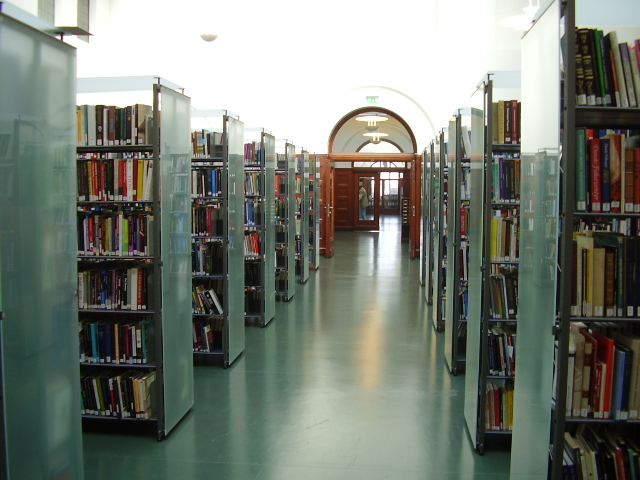
Rayonnages modernes de la Bibliothèque nationale de Norvège (site d'Oslo).

## Collections et bâtiments
Depuis que les missions de bibliothèque nationale ont été retirées à l’Université d’Oslo en 1994, la Bibliothèque nationale est située sur deux sites.
Le premier est situé au centre d’Oslo (Drammensveien 42). Ce sont les anciens locaux de la bibliothèque universitaire, récemment rénovés et agrandis. Le hall d’entrée est décoré d'une fresque de Gustav Vigeland.
Le second site – Mo i Rana – est situé dans le grand nord, juste sous le cercle arctique. Créé en 1989, il a pour but de conserver dans de bonnes conditions climatiques un des exemplaires du dépôt légal. La montagne a été véritablement creusée pour accueillir dans des immenses espaces à l’atmosphère contrôlée 45 kilomètres linéaires d’étagères sur quatre étages.